# GMC・エンボイ
エンボイ (ENVOY)は、GMが製造、GMCブランドで販売していた自動車である。

## 初代 (1997年 – 2000年)
1997年、GMC・ジミーの豪華仕様車として販売を開始した。グレードはリモートトランクリリース、HIDヘッドランプ、ヒーター付きドアミラー及びフロントシート、ボーズ製オーディオシステムなど、通常のジミーにはない数多くの特別装備を備え、さらにオプションとしてパワーサンルーフ、ロッキングディファレンシャル、フロントパワーシートなども用意された。

## 2代目 (2002年 - 2009年)
2002年、ジミーの後継車種として再び登場した。ブレイザーの後継となったトレイルブレイザーと引き続き車台（GMT360系）を共有していたがスタイリングは異なったものが与えられた。また、エンボイをベースとしたモデルが米国いすゞでアセンダーとして販売された。エンボイはモーター・トレンド誌の2002年SUV・オブ・ザ・イヤーに選ばれた。
エンジンは直列6気筒4.2LとV型8気筒5.3Lの2種類であった。V8はXLおよびデナリに搭載され、2005年から気筒休止機構が付けられた。直6 4.2Lエンジンは2002年から2005年までテン・ベスト・エンジンに選出された。
製造は標準ボディ車がオハイオ州モレーン工場、ロングボディのXLおよびXUVがオクラホマ州のオクラホマシティ組立工場で行われていた。2006年2月20日のオクラホマシティ工場の閉鎖により、2007年モデルイヤー以後は標準ボディのみのラインアップとなった。さらに2008年12月23日にはモレーン工場も閉鎖され、エンボイは2009年モデルイヤー限りで打ち切られた。代わって中型クロスオーバーSUVのGMC・テレインが登場した。

### バリエーション

#### エンボイXL
トレイルブレイザーと同様に、エンボイにも3列シート7人乗りのXLが用意されていた。エンボイXLは標準ボディを16 in (410 mm)延長し（したがって標準ボディのユーコンよりも長かった）、3列目にも楽に乗れるようにハイルーフ化されていた。同モデルはオクラホマシティ工場の閉鎖に伴い2006年モデルイヤー限りで廃止され、代わって2007年モデルイヤーからはクロスオーバーSUVのGMC・アカディアが登場した。

#### エンボイXUV
2003年に登場した5人乗り「エンボイXUV」はピックアップトラックとSUVを融合させる試みであった。エンボイXUVは1960年代のスチュードベーカー・ワゴネアを連想させる可動式のリアルーフセクションを備えていた。リアルーフが前方にスライドすることで室内高を超える高さの貨物を積載できた。横開きにも下開きにもできる2ウェイテールゲートを持ち、リアのスライドガラスはテールゲートの中に収まる。また、荷室と客室を仕切るための「ミッドゲート」を備えていた。ミッドゲートは背もたれと同じ高さの上半分を仕切るスライドガラス付きのプラスチック製パネルである。カーゴエリアは防水加工され、また簡単に水洗いできるように排水システムが取り付けられた。
ピックアップトラックもしくは（ミッドゲートの起源となった）シボレー・アバランチのようなトラック風の車種に対するエンボイXUVの優位性はルーフとリアガラスを閉じることで、ルーフの高さまであるカーゴエリアを密閉された状態で確保することができる点である。逆に劣る点はカーゴベッドエリアが短いことや側面ガラスが壊れやすい点である。
エンボイXUVの販売は低調で、年3万台の目標に対し2004年の実績は約12,000台に留まった。XUVの製造は2005年3月15日で打ち切られた。

#### デナリ
2005年、高級グレードの「デナリ」がエンボイにも加わり、標準ボディおよびXLの両方に設定された。エンボイデナリは「デナリ」のトレードマークであるハニカムグリル、アップグレードされた内装、高級車のような装備、ヒーター付パワーシート、木目調トリム、雨滴感知式ワイパーなどを備え、気筒休止機構付5.3L V8エンジンを搭載した。価格はエンボイデナリが37,145～42,750米ドル、エンボイXLデナリが38,575～43,895米ドルであった。2006年モデルでは新たに18インチアロイホイールが装着された。

## 車名
「ENVOY (エンヴォイ)」は、英語で「使節、(全権)公使」を意味する。